# 아담 (가수)
아담은 아담소프트가 개발한 대한민국 최초의 사이버 가수이다. 1998년 1집 앨범 《Genesis》과 노래 《세상엔 없는 사랑》으로 데뷔하였다.

## 설정
설정상으로는 사랑하는 인간 여성의 곁에 있기 위해 사이버 세계인 에덴(EDEN)을 떠나 현실 세계로 왔다고 한다. 밝고 구김살 없는 맑은 성격을 갖고 있지만 현실 세계에 살면서도 인간이 될 수 없는 아픔도 갖고 있다. 코드명은 K, 나이는 20세, 성별은 남성, 키는 178cm, 몸무게는 68kg, 혈액형은 O형으로 설정되어 있다.

## 경력
1998년 1월 23일 서울특별시 여의도 63빌딩에서 열린 시사회를 통해서 처음으로 공개되었다. 그의 1집 앨범은 20만장 정도 판매되었으며 LG생활건강에서 출시한 레몬음료 브랜드인 레모니아 광고에 출연하기도 했다. 1998년 프랑스 월드컵 응원가 등 그럭저럭 화제를 모으기는 했지만 2집 앨범 《EXODUS》가 실패한 이후부터는 별다른 반응이 없었다. 한때 어린이 TV 프로그램에서 "얘들아 안녕? 난 아담이야"와 같은 멘트와 함께 등장하기도 했으며, 목소리를 맡은 실제 인물은 한때 그룹 이슈의 보컬이자 이전 럼블피쉬에서 객원멤버로 활동한 적이 있는 제로(Zero, 본명: 박성철)라는 가수이다. 한때 군대를 갔다는 이야기가 나돌았지만 컴퓨터 바이러스로 사망했다는 이야기도 있다. 기사에 따르면 방송에 한 번 출연하기 위해 60분짜리 프로그램도 준비하려고 했으나, 몇 분의 입 모양을 움직이는 데에 들어가는 돈이 억 단위이다 보니 돈이 많이 들어 포기했다고 한다.